# سيستو (سردينيا)
سيستو، (بالإنجليزية: Sestu)‏، (سردينيا: è un)، هي بلدية في مقاطعة جنوب سردينيا، في مدينة كالياري، وتقع على بعد حوالي 10 كيلومترات (6 ميل) إلى الشمال من كالياري.

## السكان
في سنة 1861 بلغ عدد السكان 1٬680 نسمة، وتطور العدد ليصل في سنة 2011 لـ 19٬893 نسمة.
يظهر هذا المخطط البياني تطور النمو السكاني لـ سيستو (سردينيا)

## توأمة
لسيستو (سردينيا) اتفاقيات توأمة مع:
- باليرمو (أبريل 1999 - )